# Pavlovice u Kojetína
Pavlovice u Kojetína jsou obec nacházející se v okrese Prostějov v Olomouckém kraji, v jihovýchodní části Tištínské pahorkatiny. Žije zde 283 obyvatel. Součástí dnešních Pavlovic jsou i kdysi samostatné Unčice.

## Historie
První písemná zmínka o obci pochází z roku 1329. Tato ves však v druhé polovině 15. století zanikla.
Její jméno poté převzala osada, která vznikla v roce 1785 na pozemcích rozparcelovaného mořického panství. V roce 1727 byl v Pavlovicích postaven kostel, jenž byl snad vybudován na místě středověkého kostela, o němž je první nepřímá zmínka z roku 1351. Od roku 2001 jsou Pavlovice u Kojetína znovu samostatnou obcí.

## Obyvatelstvo

### Struktura
Vývoj počtu obyvatel za celou obec i za jeho jednotlivé části uvádí tabulka níže, ve které se zobrazuje i příslušnost jednotlivých částí k obci či následné odtržení.
| Místní části   | Místní části              | 1869 | 1880 | 1890 | 1900 | 1910 | 1921 | 1930 | 1950 | 1961 | 1970 | 1980 | 1991 | 2001 | 2011 | 2021 |
| -------------- | ------------------------- | ---- | ---- | ---- | ---- | ---- | ---- | ---- | ---- | ---- | ---- | ---- | ---- | ---- | ---- | ---- |
| Počet obyvatel | část Pavlovice u Kojetína | 494  | 548  | 542  | 573  | 628  | 652  | 611  | 454  | 469  | 427  | 352  | 329  | 309  | 284  | 258  |
| Počet domů     | část Pavlovice u Kojetína | 92   | 111  | 120  | 124  | 128  | 128  | 147  | 147  | 132  | 121  | 118  | 121  | 134  | 130  | 126  |

## Pamětihodnosti
- Barokní kostel sv. Ondřeje.
- Barokní socha sv. Ondřeje z 2.třetiny 18. století u kostela
- Barokní socha sv. Františka z Assisi z poloviny 18. století u silnice na Mořice na severním okraji obce

## Osobnosti
Některé zdroje mylně uvádějí Pavlovice jako rodiště fotografa Vladimíra Jindřicha Bufky, ve skutečnosti se narodil v Pavlovičkách u Olomouce.
- Cyril Gefing (1896–1980), oběť Akce kulak[7]

## Části obce
- Pavlovice u Kojetína
- Unčice

## Galerie

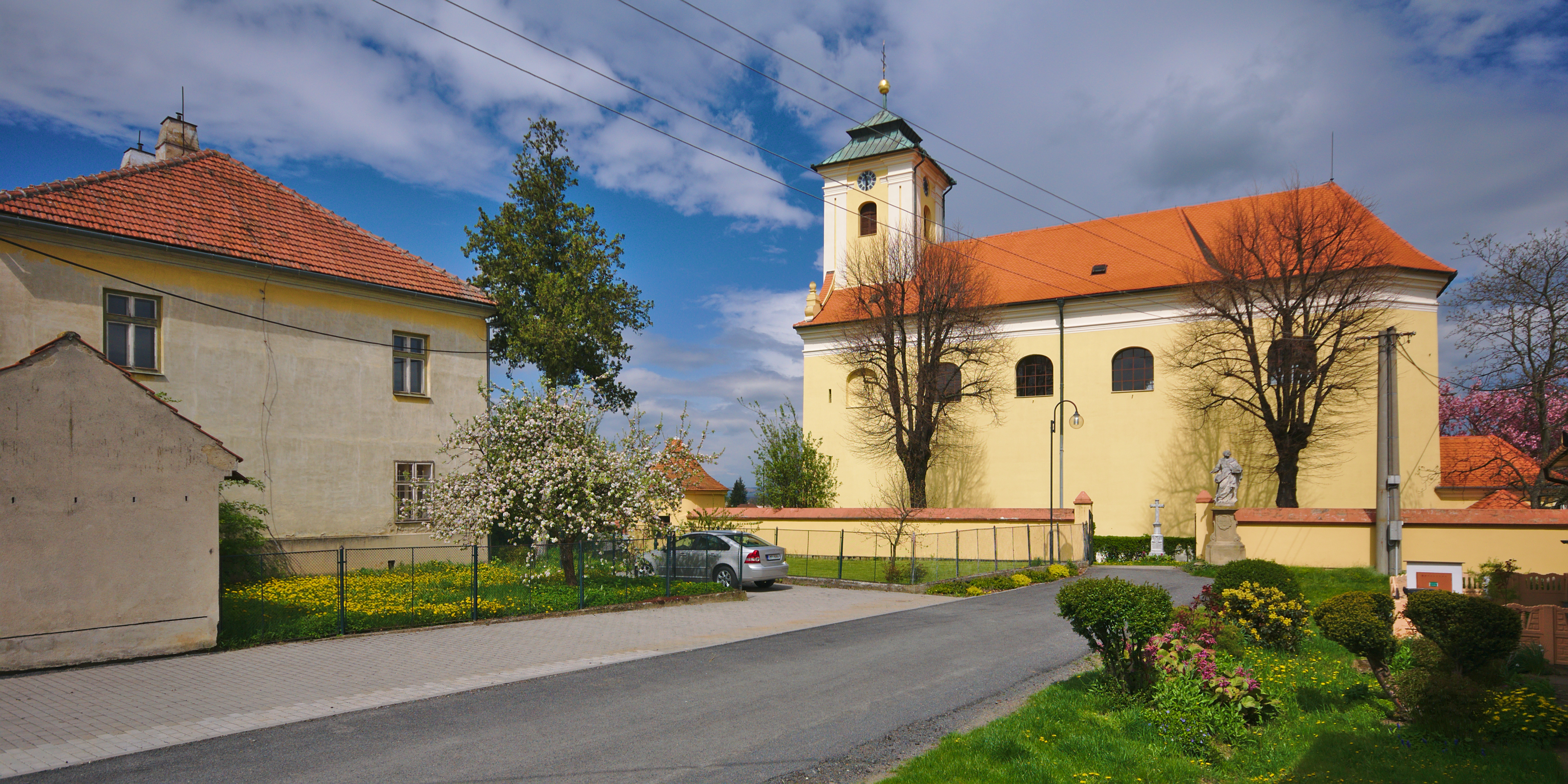
Kostel svatého Ondřeje a fara
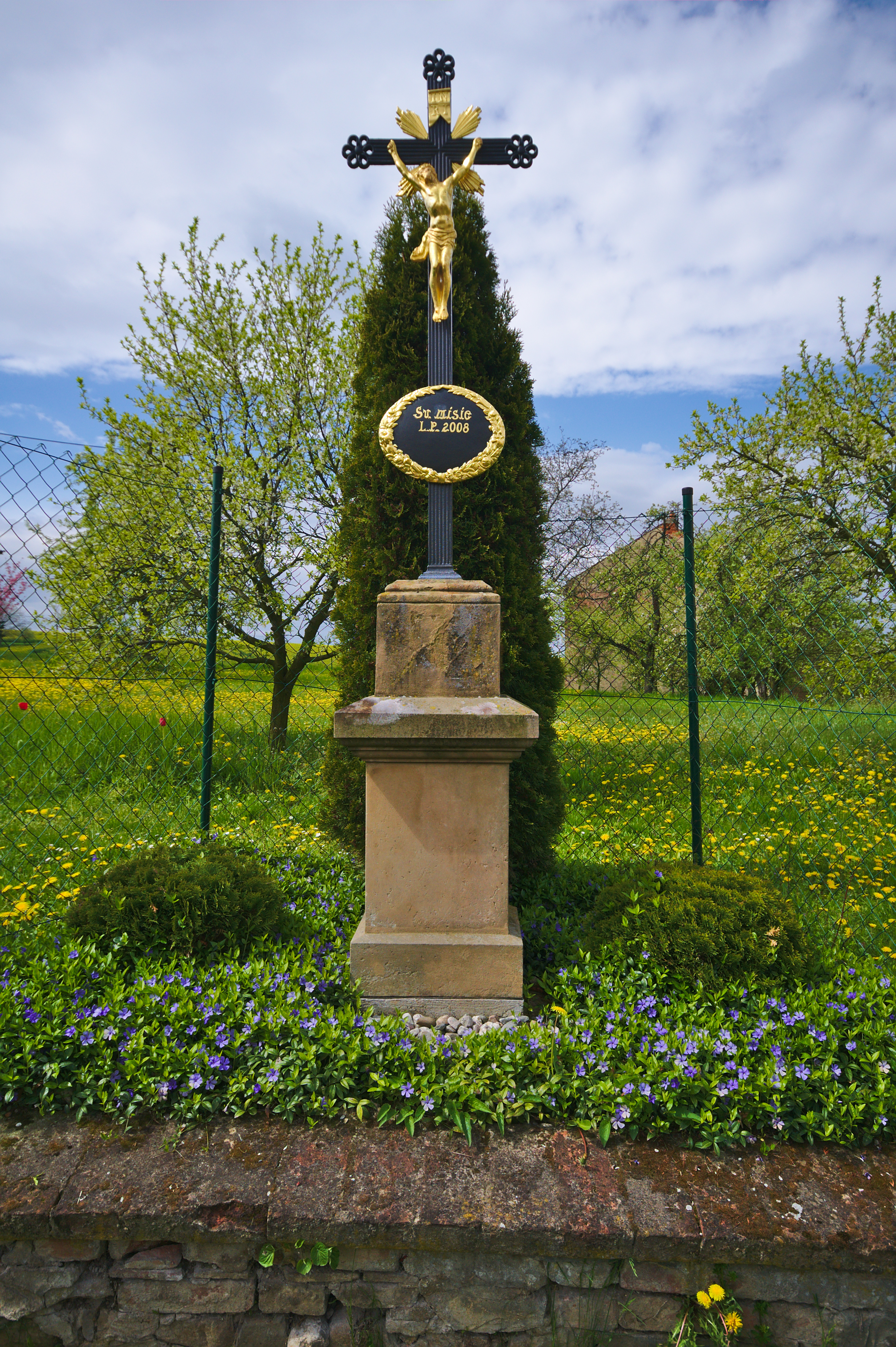
Kříž u cesty ke kostelu
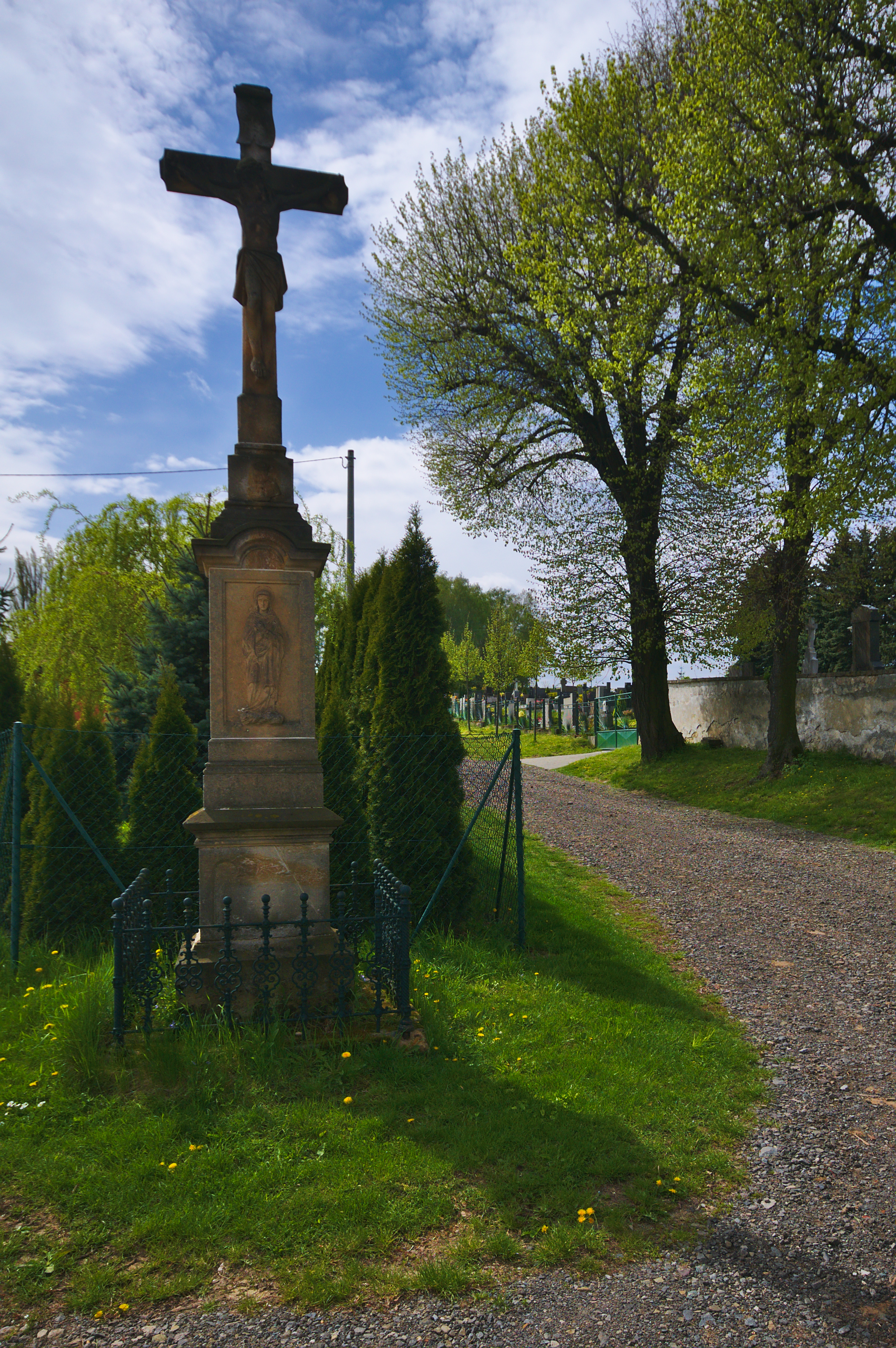
Kříž vedle hřbitova
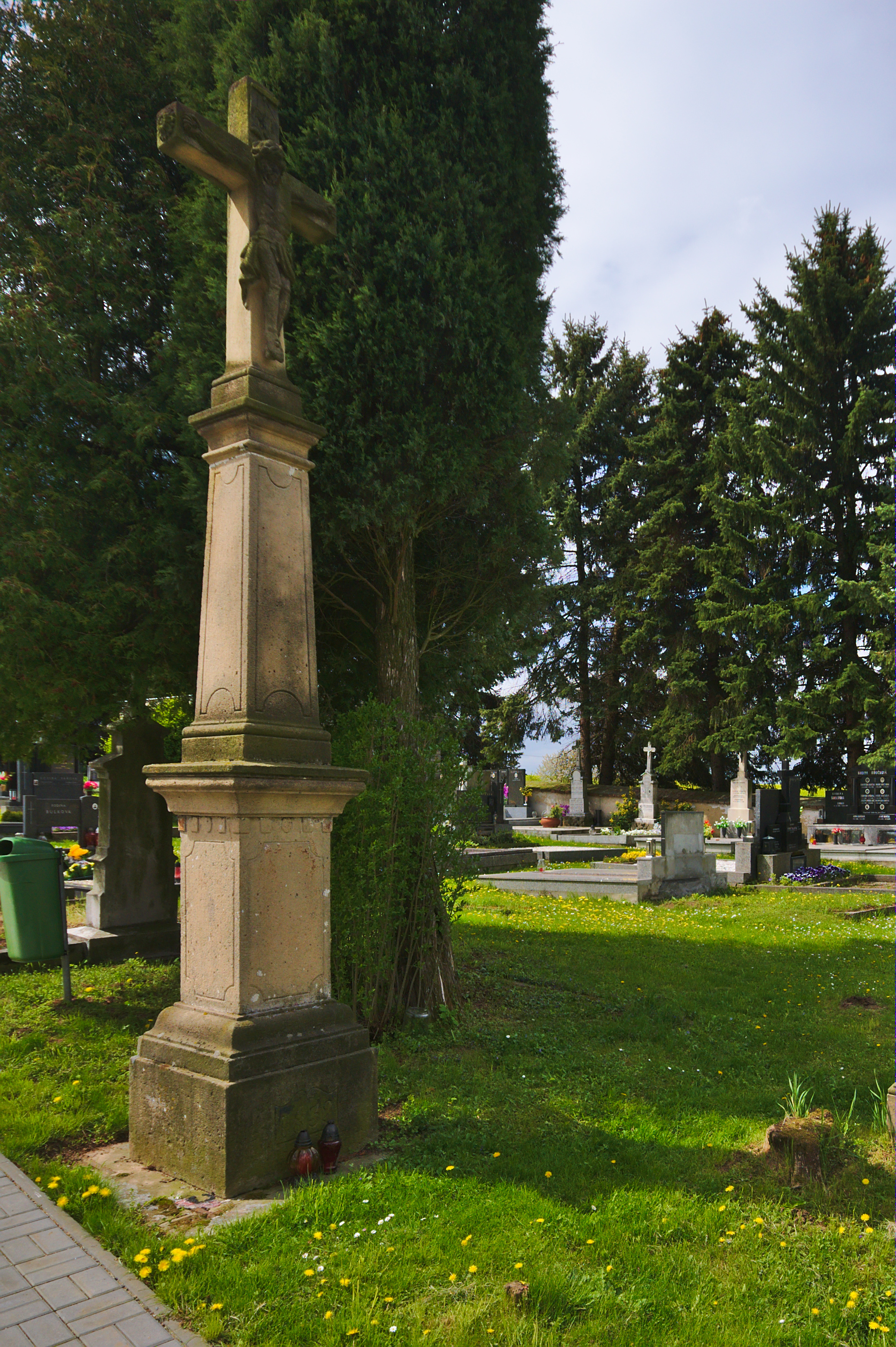
Kříž na hřbitově
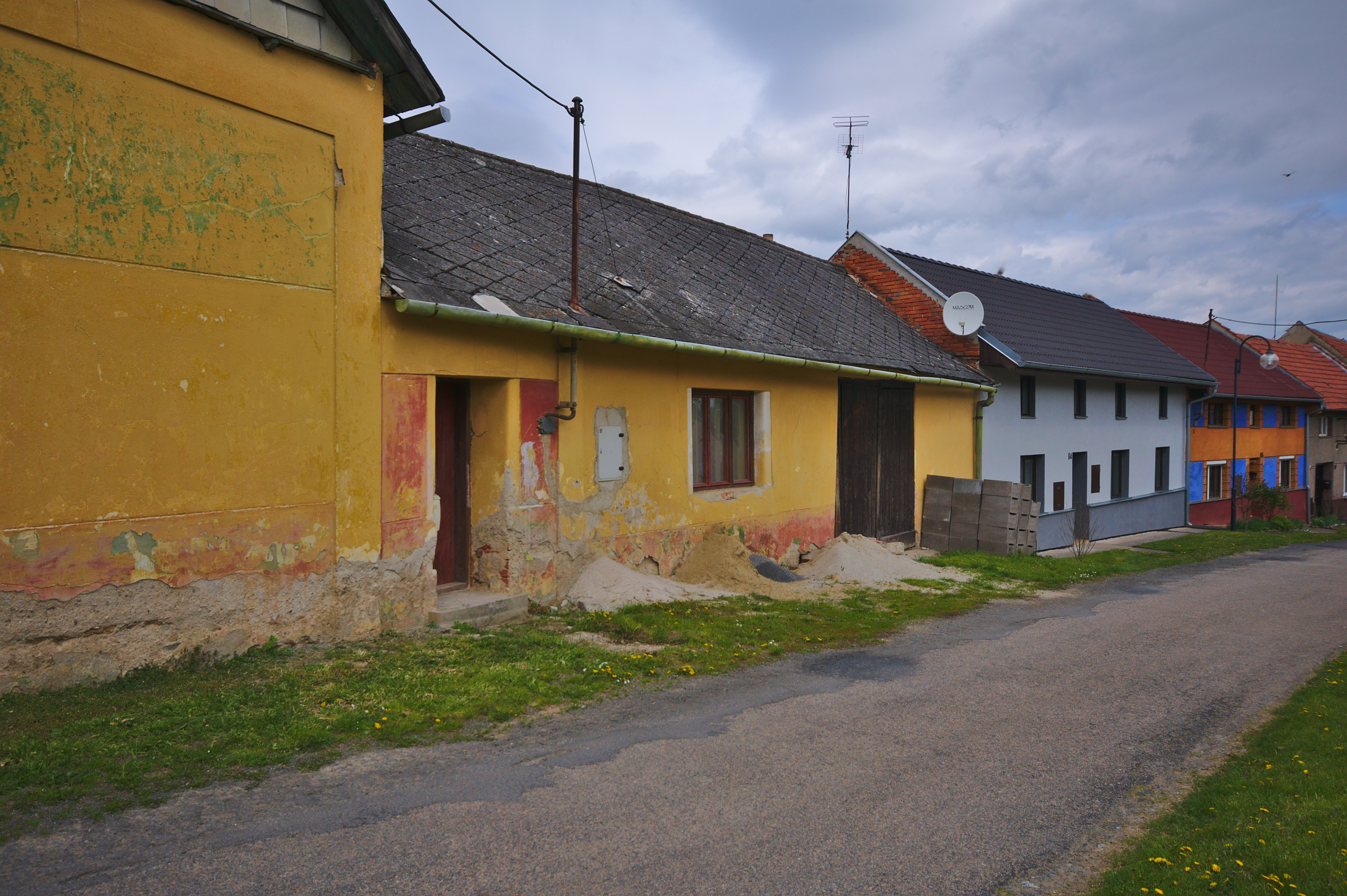
Venkovské domy
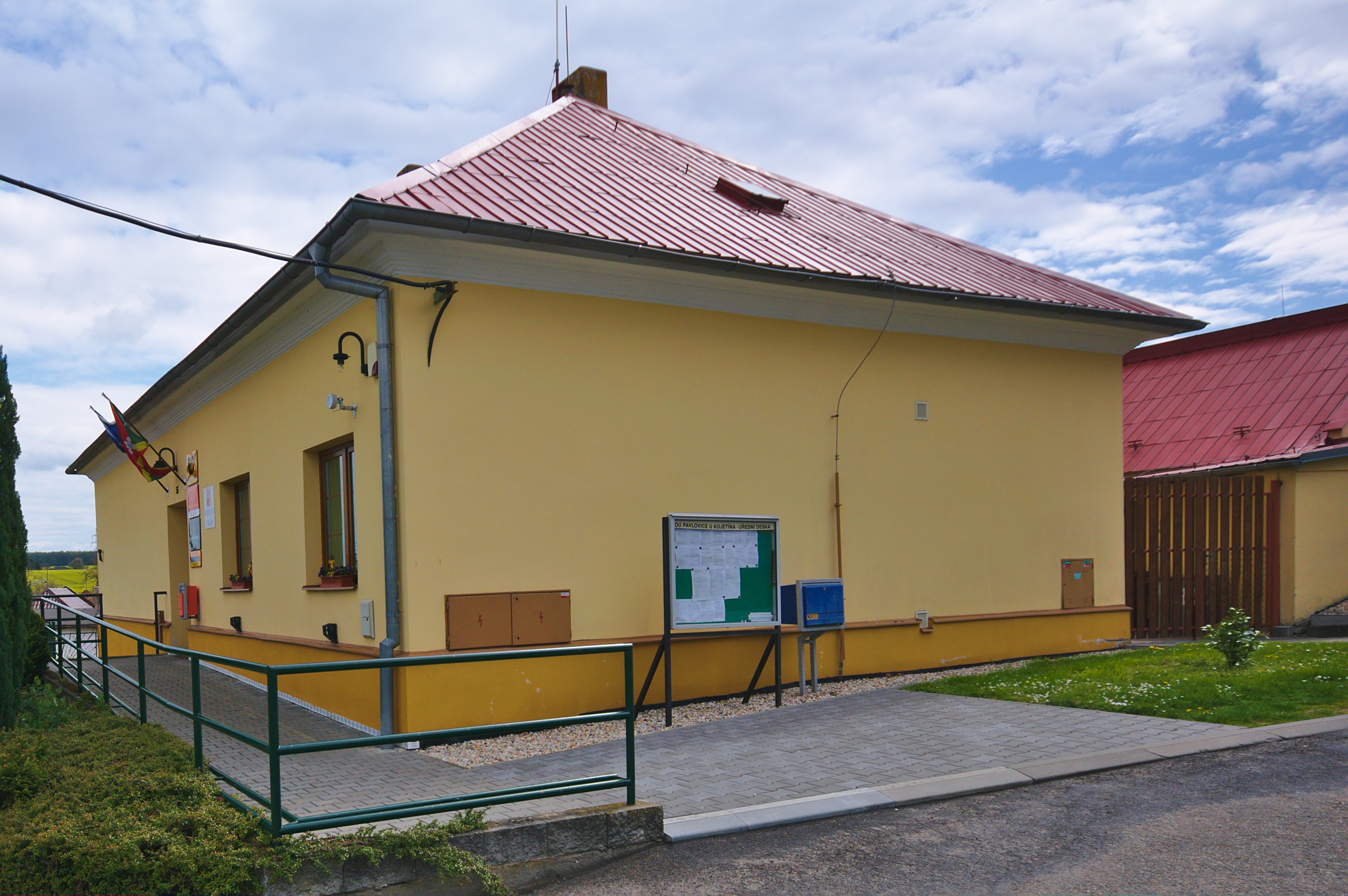
Obecní úřad
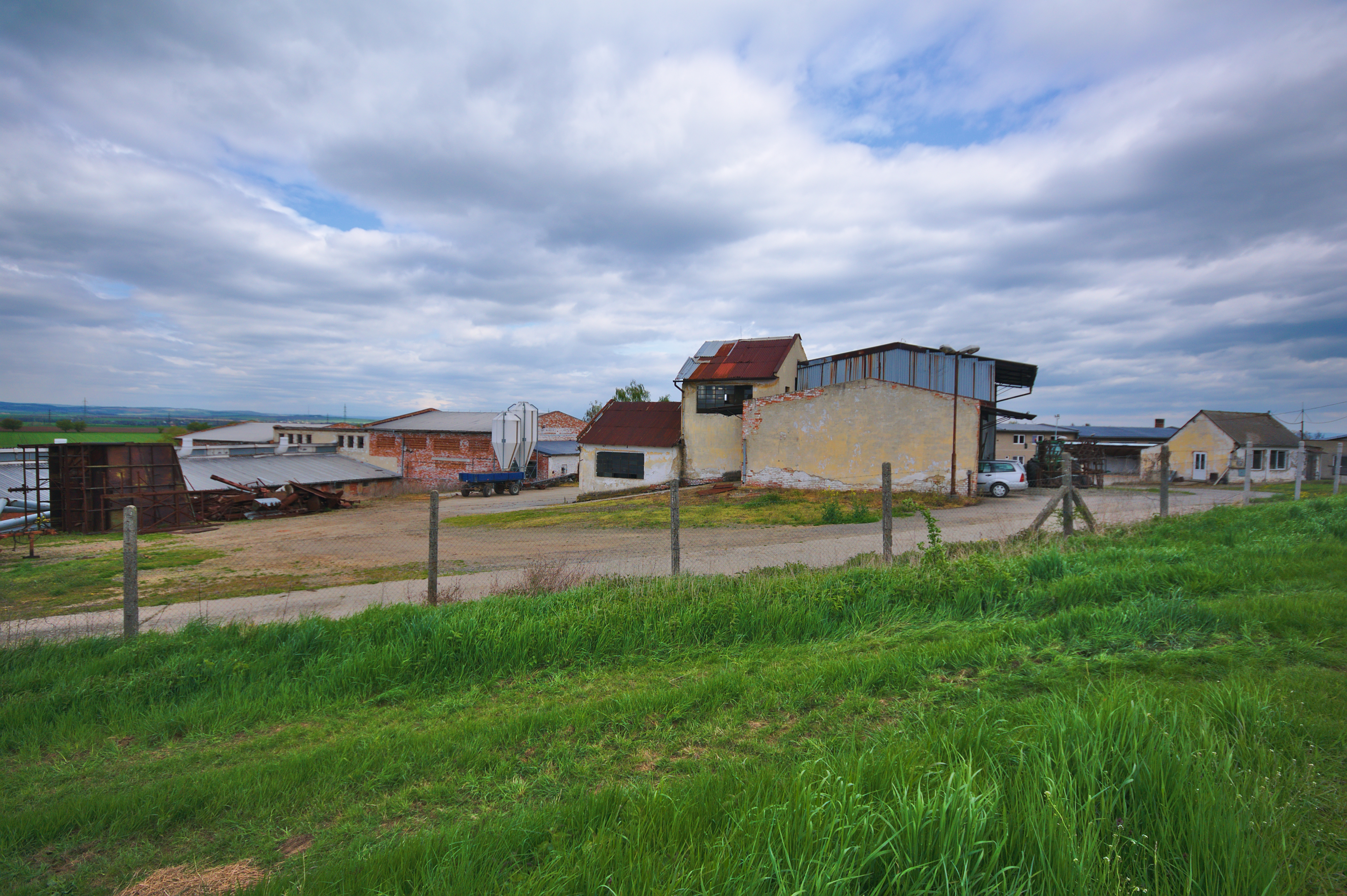
Zemědělské družstvo